# Васко да Гама (кратер)
Васко да Гама (Vasco da Gama) — кратер на Місяці. Розташований поблизу західного краю видимого боку. Діаметр — 94 км, координати центру — 13°47′ пн. ш. 83°56′ зх. д. / 13.78° пн. ш. 83.94° зх. д. Названий на честь португальського мореплавця Васко да Гами. Цю назву запропонував у 19 столітті Йоганн Генріх фон Медлер, а 1935 року затвердив Міжнародний астрономічний союз.
Кратер знаходиться приблизно за 150 км на захід від краю Океану Бур. На південному сході його вал перекритий 30-кілометровим кратером Васко да Гама S. Південно-західним краєм Васко да Гама межує з кратером Бор, а північно-східним — із кратером Васко да Гама B. Більш далекі його сусіди — кратери Ейнштейн на північному заході та Дальтон на півночі.
Кратер Васко да Гама має помірно зруйнований вал, дещо терасований схил та невелику центральну гірку. Його глибина — 2,8 км. Дно не має лавового покриття і перетяте тріщинами. Променевої системи у цього кратера нема. Утворився він у нектарському або навіть донектарському періоді.

## Супутні кратери
Ці кратери, розташовані поряд із кратером Васко да Гама, названо його ім'ям з доданням великої латинської літери.
| Васко да Гама | Координати                                                | Діаметр, км |
| ------------- | --------------------------------------------------------- | ----------- |
| A             | 12°38′ пн. ш. 80°04′ зх. д. / 12.63° пн. ш. 80.07° зх. д. | 22          |
| B             | 15°43′ пн. ш. 83°07′ зх. д. / 15.72° пн. ш. 83.12° зх. д. | 25          |
| C             | 11°29′ пн. ш. 85°04′ зх. д. / 11.48° пн. ш. 85.07° зх. д. | 47          |
| F             | 13°52′ пн. ш. 80°47′ зх. д. / 13.86° пн. ш. 80.78° зх. д. | 56          |
| P             | 12°00′ пн. ш. 80°20′ зх. д. / 12.00° пн. ш. 80.34° зх. д. | 103         |
| R             | 9°55′ пн. ш. 83°31′ зх. д. / 9.91° пн. ш. 83.51° зх. д.   | 61          |
| S             | 12°38′ пн. ш. 82°56′ зх. д. / 12.63° пн. ш. 82.94° зх. д. | 30          |
| T             | 11°52′ пн. ш. 83°30′ зх. д. / 11.87° пн. ш. 83.50° зх. д. | 20          |

Дно кратера Васко да Гама R перетяте системою борозен, що називаються борознами Васко да Гами (лат. Rimae Vasco da Gama).